# 星の浦海浜公園
星の浦海浜公園（ほしのうらかいひんこうえん）は、愛媛県今治市大西町星浦にある海浜公園である。国道196号線沿いに立地している。

## 概要
大西町（現：今治市）が4年をかけて建設し、1994年にオープンした。公園名であり地名である「星の浦」は、「遠い昔、このあたりに星の神が天降った」との伝説が由来となっている。入口には星をイメージしたモニュメントが設置されており、空から見下ろすと星型に見えるように設計されている。
海水浴場があり、夏には海水浴やマリンスポーツを楽しむ人で賑わっている。また公園内には庭園や散策路も整備されている。

## 施設
- 海水浴場
- トイレ
- 更衣室
- シャワー室

## アクセス
- JR今治駅前より瀬戸内運輸（せとうちバス）菊間線で「星之浦海浜公園」停留所にて下車。
- 松山空港よりいずみ観光空港リムジンで「星の浦海浜公園」停留所にて下車。
- 西瀬戸自動車道今治インターチェンジより車で約20分。

## 周辺
- 今治市立大西調理場
- 小西保育園
- ダイクレ四国工場
- 星神社